# Machinebreukverzekering
Een machinebreukverzekering of machineschadeverzekering is een verzekering die allerlei soorten bedrijfsmatig gebruikte machines dekt tegen alle zogenoemde van buiten komende oorzaken en bovendien tegen het eigen gebrek van de machine, indien door een van deze oorzaken materiële schade ontstaat. Normaliter sluit de verzekering aan op een eenvoudige brandverzekering, waardoor in het algemeen de risico's van brand, blikseminslag, ontploffing en vliegtuigschade zijn uitgesloten.

## Indeling
Verzekering→Schadeverzekering→Variaverzekering→Technische verzekeringen→Machinebreukverzekering

## Verzekeringsvormen
De machinebreukverzekering wordt doorgaans alleen afgesloten door een bedrijf of vrije beroepsbeoefenaar met machines die essentieel zijn voor een productieproces (zoals drukpersen, metaalbewerkingsmachines, etc.) en/of machines die een proces vertegenwoordigen (windturbines, energiecentrales).
Particulieren kunnen zich over het algemeen niet verzekeren.
Het is verder mogelijk de verzekering uit te breiden met de stilstandschade, zodat de doorgaande kosten en het verlies van netto winst die het gevolg zijn van een gedekte schade eveneens worden vergoed. Dit wordt de machinebedrijfsschadeverzekering genoemd.

## Wat is verzekerd
De schade die ontstaat door:
- alle van buiten komende onheilen zoals, maar niet uitsluitend;
  - overspanning
  - aanrijdingen
  - verkeerde bediening
  - instelfouten
  - inductie
  - invallende objecten
  - etc
- eigen gebrek

Verzekeringstechnisch gezien is eigen gebrek:
Eigen gebrek is een schade die is veroorzaakt door de aard of een gebrek van die zaak..
Niet als eigen gebrek worden beschouwd:
- Normale slijtage
- Normale corrosie
- Gebrekkig onderhoud

Hiervoor zijn in de polis uitsluitingen of verplichtingen opgenomen.

## Wat is niet verzekerd
Bij andere verzekeringen voor objecten, zoals brandverzekeringen geldt: gevaren die niet met name zijn genoemd, zijn niet verzekerd. De machinebreukverzekering werkt echter andersom. Er is dekking onder de verzekering zodra een materiële schade zich manifesteert, tenzij de oorzaak is uitgesloten.
De reguliere uitsluitingen betreffen:

### Catastroferisico's
Zoals op de meeste schadeverzekeringen is schade als gevolg van sommige vormen van molest, zoals (burger)oorlog en aardbeving, vulkanische uitbarsting, atoomkernreacties en overstroming niet gedekt.

### Geleidelijk werkende invloeden
Een schadeverzekering dekt alleen plotselinge, van buiten komende, onheilen en eigen gebrek. De verzekering dekt dus niet de schade door:
- Veroudering
- Vervorming
- Verrotting
- Corrosie
- Insecten
- Bacteriën
- Virussen
- Schimmel- en zwamgroei
- Plantvorming

Mits de genoemde zaken geleidelijk optreden. Een plotselinge vervorming is dus wel gedekt.

### Verwisselbare delen en slijtdelen
Niet verzekerd zijn schade aan verwisselbare of aan snelle slijtage onderhevige gereedschappen of onderdelen. Matrijzen, messen, snaren, riemen, zekeringen, breekpennen, oliën, koelmiddelen etc vallen dus onder deze uitsluiting. In bijzondere gevallen kunnen deze zaken wél worden meeverzekerd, denk aan koelmiddel voor koelinstallaties of prijzige mallen. Dit wordt dan duidelijk in de polis aangetekend middels een clausule.

### Opzet
Niet verzekerd is schade die de Verzekeringnemer of een Verzekerde met opzet, al dan niet bewuste roekeloosheid of merkelijke schuld heeft veroorzaakt.

## Verzekerde som
Bij het aangaan van de verzekering wordt een verzekerde som vastgesteld, die:
- het bedrag is waarvoor de verzekerde een object van vergelijkbare soort en kwaliteit nieuw kan aanschaffen;
- het maximum aangeeft tot waar schade wordt vergoed;
- het bedrag aangeeft waarover de premie wordt berekend.

Bij een schade van enige omvang wordt vastgesteld of de verzekerde som wel in overeenstemming is met de waarde van het verzekerde object. Als het goed is, is de verzekerde som gelijk aan de werkelijke waarde. De verzekerde som kan echter ook lager of hoger zijn dan de werkelijke waarde. Ook kan het voorkomen dat hetzelfde object dubbel verzekerd is. Deze gevallen worden respectievelijk genoemd:
- onderverzekering;
- oververzekering;
- dubbelverzekering.

Onder-, over- dan wel dubbele verzekering heeft gevolgen voor de hoogte van de uitkering.

### Onderverzekering
Bij onderverzekering is de verzekerde som lager dan de werkelijke waarde. In de verzekeringsrecht is bepaald dat een verzekeraar niet tot meer schadevergoeding kan worden verplicht dan het bedrag van de verzekerde som (Art. 7:958, lid 5 BW). De wet schrijft ook voor dat de schade-uitkering in dit geval naar evenredigheid plaats moet vinden. Artikel 7:958, lid 5 BW is regelend recht, dat wil zeggen dat verzekeraars hiervan mogen afwijken, hetgeen ook veelvuldig gebeurt. Uitgebreide voorwaarden voor machineschade bevatten soms een regeling waarbij er een foutmarge voor het inschatten van de juiste verzekerde som. Vaak wordt dan een marge van 10% of 15% gehanteerd.

### Oververzekering
Van oververzekering is sprake wanneer de verzekerde som hoger is dan de werkelijke waarde. Aangezien de wet in artikel 7:960 BW heeft bepaald dat een verzekerde na een schade niet in een betere positie mag komen te verkeren, wordt de schade-uitkering begrensd op de werkelijke waarde. Elke schade wordt volledig vergoed, maar de verzekerde ontvangt nooit meer dan de werkelijke schade. Er is dan wel over een te hoog bedrag premie betaald. Die premie is niet terugvorderbaar.

### Dubbelverzekering
Het kan voorkomen dat dezelfde schade door meer dan één verzekering wordt gedekt. Net als bij oververzekering geldt ook hier dat de verzekerde niet in een betere positie mag komen te verkeren. Hoe wordt gehandeld staat beschreven in art. 7:961 BW. Tenzij de polisvoorwaarden iets anders bepalen, mag de verzekerde zelf uitmaken welke verzekeraar hij tot schadevergoeding aanspreekt. De verzekeraars hebben vervolgens onderling verhaalsrecht.

### Indexatie
Bij opstal- en inboedelverzekeringen is het gebruikelijk dat het verzekerd bedrag jaarlijks wordt geïndexeerd. Op verzoek kan, bij enkele aanbieders, ook een machineschadeverzekering jaarlijks geïndexeerd worden. Voor Nederland stelt het Centraal Bureau voor de Statistiek jaarlijks de indexen vast voor diverse soorten machines. Aan de hand van deze indexcijfers worden de verzekerde bedragen (en daarmee de premies) verhoogd. Bij een goede indexregeling doet de verzekeraar afstand van zijn recht op het afwikkelen van schade op basis van onderverzekering. Immers, door de indexatie mochten alle partijen ervan uitgaan dat de verzekerde som juist was vastgesteld.

## Schade-uitkering
Indien een schade kan worden hersteld, keert een machineschadeverzekering de reparatiekosten uit. Dit zijn de kosten om de verzekerde machine weer bedrijfsklaar te maken. Ondanks dat er vaak nieuwe onderdelen worden gebruikt bij een reparatie, wordt hierop geen afschrijving vanwege de ouderdom van de te vervangen onderdelen toegepast.
Als sprake is van een totaal verlies, dat wil zeggen wanneer de machine niet meer reparabel is of als de herstelkosten hoger zijn dan de dagwaarde van de machine, dan wordt als basis voor vergoeding de dagwaarde aangehouden.

## Machinebreukbedrijfsschadeverzekering
Een bedrijfsschadeverzekering dekt het risico van bedrijfsstilstand door een schade aan een machine. De bedrijfsschadeverzekering biedt doorgaans dekking voor bedrijfsstilstand als gevolg van een door de machineschadeverzekering gedekte schadeoorzaak. Er vindt een uitkering plaats ter grootte van de gemiste inkomsten, met een maximale uitkeringstermijn. De termijn wordt van tevoren afgesproken en sluit idealiter aan op de maximale reparatie- of vervangingstijd van de machines. Bij machines met een levertijd van bijvoorbeeld 20 weken, is het verstandig om de af te spreken uitkeringstermijn op een termijn langer dan 20 weken te zetten. Daarbij dient ook rekening te worden gehouden met de tijd benodigd om de oude machines te verwijderen en de nieuwe machines te installeren en proef te draaien.

## Bijzonderheden

### bedrijfsklare opstelling
De machineschade vereist over het algemeen dat de te verzekeren machines bedrijfsklaar staan opgesteld. Dat wil zeggen dat er pas dekking is op een dergelijke verzekering nadat de machine is geïnstalleerd en een geslaagd proefbedrijf heeft doorlopen.

### Demontage, revisie
De dekking blijft wél van kracht indien de machine tijdens reiniging, inspectie, reparatie of revisie wordt verplaatst, gedemonteerd of gemonteerd.

### Fundamenten
Standaard worden de fundamenten van een machine niet meeverzekerd. Bij bijvoorbeeld de verzekering van windenergie-installaties is dit echter wel gebruikelijk en wordt zulks apart aangetekend. De nieuwwaarde van de fundamenten moet dan wel worden meegenomen in het te verzekeren bedrag.